# 시시쿠이정
시시쿠이정(宍喰町)은 도쿠시마현 최남단에 위치했던 정이다. 90%이상의 삼림을 차지하고 태평양에 접하고 있어 기후는 온난하여 다우하다.
2006년 3월 31일 가이후군 2정을 대등 합병해 가이요정이 되어 소멸하였다.

## 역사

### 원시시대
원시 고대 시시쿠로 지방에서는 시시쿠로 강 유역의 퇴적 지대나 비바람으로부터 벗어나기 위해 산자락 등에 거주하면서 수렵과 어로, 채집을 양식으로 살았던 것 같다.일찍이 포구였던 이타토리 지구와 다케가시마 지구에서 기원전 200년(야요이 시대) 무렵의 돌도끼가 출토되었다.

### 고분시대
5세기에 야마토 조정에서 와시즈미왕이 각쿠이에 파견되어 인근을 다스렸다.이 무렵 벼농사가 전해지면서 현재의 구보서·정카지·치마지구 등에 취락을 형성해 나갔다.

### 중세
645년을 거쳐 중앙집권체제하에 돌입하였다.  본토로의 연공과 사카이 지방으로의 목재 출하를 통해 화폐 경제가 발전했다. .또한 해부검 등의 칼대장간이 발전하여 가마쿠라 시대에는 송나라 및 고려와의 교역을 하였다.(현재 제사행사 때 끌리는 관선이라는 수레는 요즘의 무역선을 본뜬 것이다.)
가마쿠라 시대부터 무로마치 시대가 끝나고, 전국시대가 되면서 국사나 군수, 장원을 다스리는 장관이나 그 밑에서 나다를 다스리는 명주들이 세력을 키워 중앙의 명령에 따르지 않게 된다. 시시쿠로 지방에서는 와시즈미왕을 시조로 하여 후지와라 성을 자칭하는 일족이 시시쿠로 성·아탕 산성·기온 산성 등을 쌓아 이 지방을 다스렸다.또한 인근의 모키 성·아사카와 성·노네 성주와는 동족으로 고치 현의 안예 씨와도 인척 관계를 맺어 지반을 다지고 있었다. 1578년 도사국을 평정한 나가무네 아비씨의 침공을 받아 성은 모조리 낙성한다.이때 타다 민부(多田民部)라는 무장이 할복하여 현재 시시쿠로 강가에 있는 '민부암'으로 2012년 현재도 남아 있다. 도요토미 히데요시를 주로 하는 시코쿠 정벌이 행해지고 부장 하치스카씨가 아와국을 다스리게 되어 그 통치하에 들어간다.

### 근세
도쿠시마 번정 하에서는 기회좌, 후에 가이베에 군대관소가 놓였고 시시쿠로에서는 각 마을의 쇼야와 관리들이 연공의 징수나 정을 맡았다. 게이초 진조(1604년), 호에이 진조(1707년), 그리고 야스마사 진조(1854년)의 지진 재해를 통해서 농민들은 도망칠 정도로 궁핍해지기도 했다
- 1889년 - 합병에 의해 시시쿠이촌이 탄생하였다.
- 1924년 8월 - 시시쿠이촌이 정제를 실시하여 시시쿠이정이 되었다.
- 2006년 3월 31일 - 가이후군 가이난정을 합병해 가이요정이 되었다.

## 행정
- 사토 히로미 (佐藤浩海)
- 다다 야스마사 (多田保政) ( - 2011년 12월 15일 사망, 1989년 2월 - 2000년 2월)
- 히라오카 타케히코 (平岡建彦) (2000년 2월 - 2006년 3월 31일)

## 교통

### 철도
- 아사 해안 철도 아사토 선

### 도로
- 국도 55호선